# Стороженко Олег Володимирович
Олег Володимирович Стороженко (13 березня 1972, Харків, УРСР — 25 листопада 2023) — радянський та український футболіст, воротар. З 2006 по 2010 роки працював тренером.

## Кар'єра гравця
Вихованець харківського футболу. У 17 років став гравцем «Металіста». У 1991 році дебютував у вищій лізі чемпіонату СРСР. Надалі виступав у командах «Ворскла» (Полтава), «Евіс» (Миколаїв), ЦСКА (Київ), «Нафтовик» (Охтирка). 
У 2001 році приєднався до першолігової олександрійської «Поліграфтехніки». Дебютував за олекандрійців 4 червня 2001 року в програному (1:2) виїзному поєдинку 30-го туру проти «Вінниці». Олег вийшов на поле на 46-й хвилині, замінивши Тараса Чопика. Цей матч виявився єдиним для Стороженка того сезону. За підсумками сезону «Поліграфтехніка» завоювала бронзові медалі чемпіонату та здобула путівку до Вищої ліги. Щоправда, у «вишці» Олег за олександрійців так і не зіграв. У сезоні 2001/02 років відіграв за олександрійців 1 поєдинок (1 пропущений м'яч) у кубку України. А в сезоні 2002/03 років взагалі не зіграв жодного офіційного поєдинку за олександрійців. У 2003 році захищав кольори першолігового сумського «Спартака-Горобини», але й тут не був основним голкіпером (4 матчі в чемпіонаті та 2 у кубку). У 2004 році повернувся до Олександрії, де став гравцем друголігової команди ПФК «Олександрія». Дебютував за «професіоналів» 23 жовтня 2004 року в програному (0:4) виїзному поєдинку 12-го туру групи Б проти нікопольського Електрометалурга-НЗФ. Стороженко вийшов на поле та відіграв увесь матч, а на 26-ій хвилині отримав ще й жовту картку. Цей дебют знову завадив Олегу стати «першим воротарем» команди, через що в національному чемпіонаті за олександрійців він зіграв 5 матчів, в яких пропустив 6 м'ячів. У 2005 році перейшов у харківський «Арсенал».

## Тренерська діяльність
У грудні 2005 року головним тренером «Арсеналу» став Віктор Камарзаєв. Олег Стороженко з польових гравців перейшов у його тренерський штаб як тренер воротарів. У липні 2007 року Камарзаєва на чолі «Арсеналу» змінив Сергій Кандауров, Стороженко ж залишився в команді. У грудні 2007 року Сергій Кандауров, з яким «Арсенал» завершив 2007 рік на першому місці в групі «Б» другої ліги, пішов у відставку. Разом з ним команду покинули і його помічники — Олег Жилін та Олег Стороженко. З квітня по липень 2008 року всі троє знову складали тренерський штаб цієї харківської команди, а з квітня 2009 по вересень 2010 року Кандауров удвох зі Стороженком працювали в іншій харківській команді — «Геліос». У 2013 році обоє працювали тренерами з футболу в Харківському державному вищому училищі фізичної культури № 1.